# Milestones (groupe)
Pour les articles homonymes, voir Milestone.
Milestones était un groupe de musique autrichien.
Ses membres étaient Beatrix Neundlinger, Günther Grosslercher, Christian Kolonovits et Norbert Niedermayer. Ils représentèrent l'Autriche au Concours Eurovision de la chanson 1972 avec la chanson Falter im Wind et finirent 5es avec 100 points.
Beatrix Neundlinger représenta également l'Autriche à l'Eurovision en 1977 au sein du groupe Schmetterlinge et Norbert Niedermayer en 1978 dans le groupe Springtime.